# Эгикхал
Эгикха́л, Эгикал (ингуш. Аьгекхала) — село в Ингушетии. Расположено в Джейрахском районе. Административно входит в сельское поселение Гули. Исторически представляет собой древний город, на территории которого имеется множество культурных объектов древней и средневековой ингушской архитектуры: циклопические жилища башенного типа, пять боевых башен (ингуш. вӀов), шесть — полубоевых и пятьдесят жилых башен (ингуш. гӀала). Также имеется большое количество разнотипных могильников (106 склеповых могильников, 1 мавзолей) и три святилища. В настоящее время данные объекты и вся территория поселения входят в Джейрахско-Ассинский государственный историко-архитектурный и природный музей-заповедник и находятся под охраной государства.

## География
Расположено в 85 км к югу от столицы Магас и в 25 км к востоку от районного центра Джейрах. Ближайшие населённые пункты: на севере — Бархане и Тори, на востоке — Таргим, на юго-востоке — Хамхи, на западе — Лейми и Озиг.

### Часовой пояс
Село Эгикхал, как и вся Республика Ингушетия, находится в часовой зоне МСК (московское время). Смещение применяемого времени относительно UTC составляет +3:00.

## История
На территории древнего поселения находится Эгикальский могильник — погребальный памятник, оставленный куро-аракскими племенами. Он расположен к западу от поселения (Таргимская котловина, на южных склонах Скалистого хребта) и датирован концом III тыс. до н. э. Могильник был открыт и стационарно изучен Б. М. Хашагульговым в 1988 году. Также на территории Эгикхала имеются остатки более 15 мегалитических циклопических жилищ, датируемых второй половиной II тыс. до н. э. — XV в. н. э.
С 2012 года в Эгикхале ежегодно проводился международный турнир по смешанным единоборствам «Битва в горах». Позже турнир перенесли в селение — Таргим.

## Население
| 1926 | 2010 | 2011 | 2012 | 2013 | 2015 | 2016 |
| ---- | ---- | ---- | ---- | ---- | ---- | ---- |
| 36   | ↘5   | ↘4   | →4   | →4   | ↘3   | →3   |
| 2019 | 2024 |      |      |      |      |      |
| →3   | ↗5   |      |      |      |      |      |

## Люди, связанные с поселением
В Эгикхале похоронен ингушский писатель Идрис Базоркин, умерший в 1993 году.

## Галерея

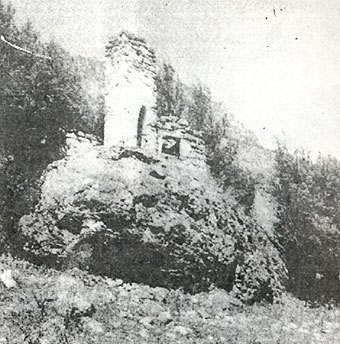
Столпообразное святилище в Эгикхале
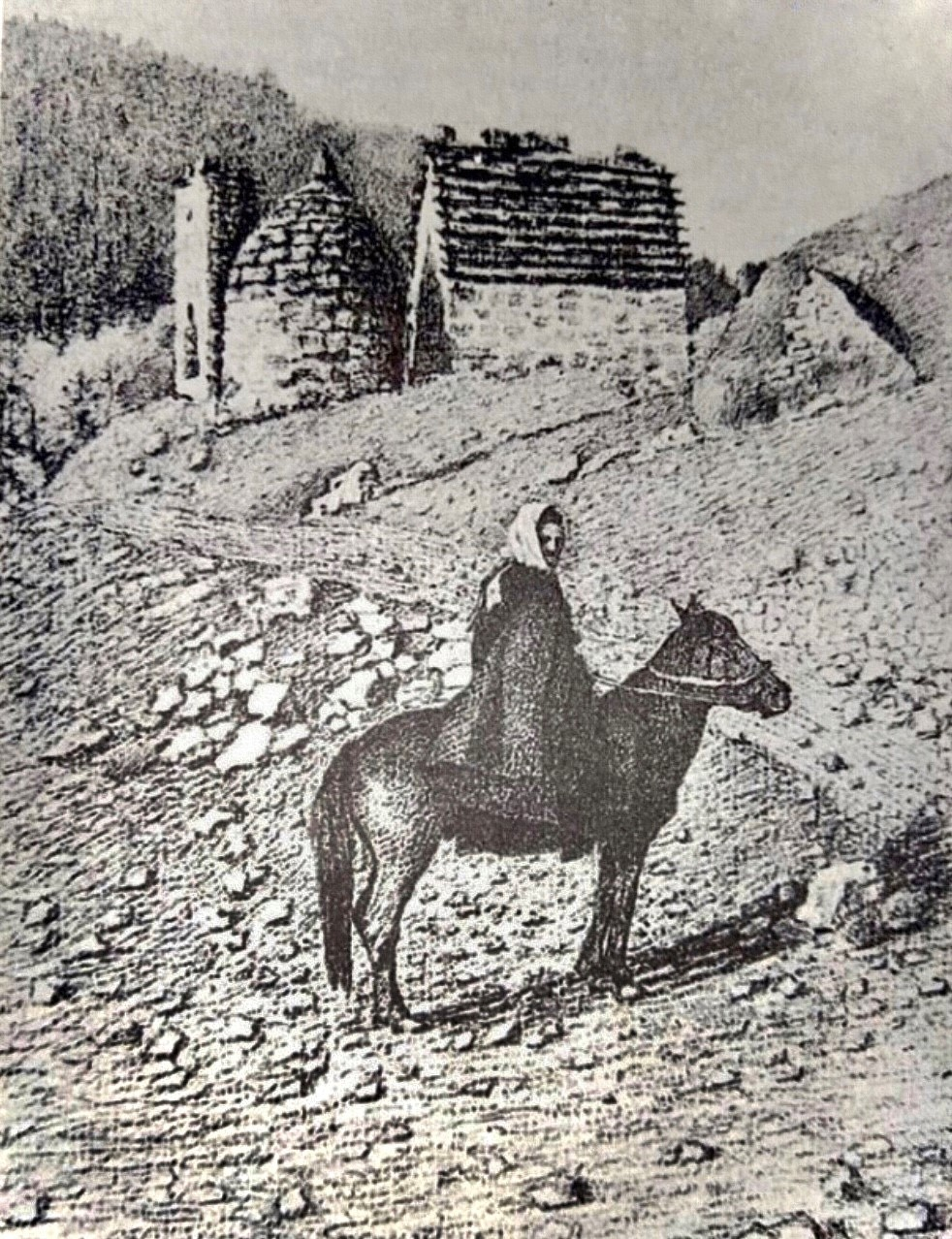
Всадник у святилищ. Эгикхал, 1903 г.
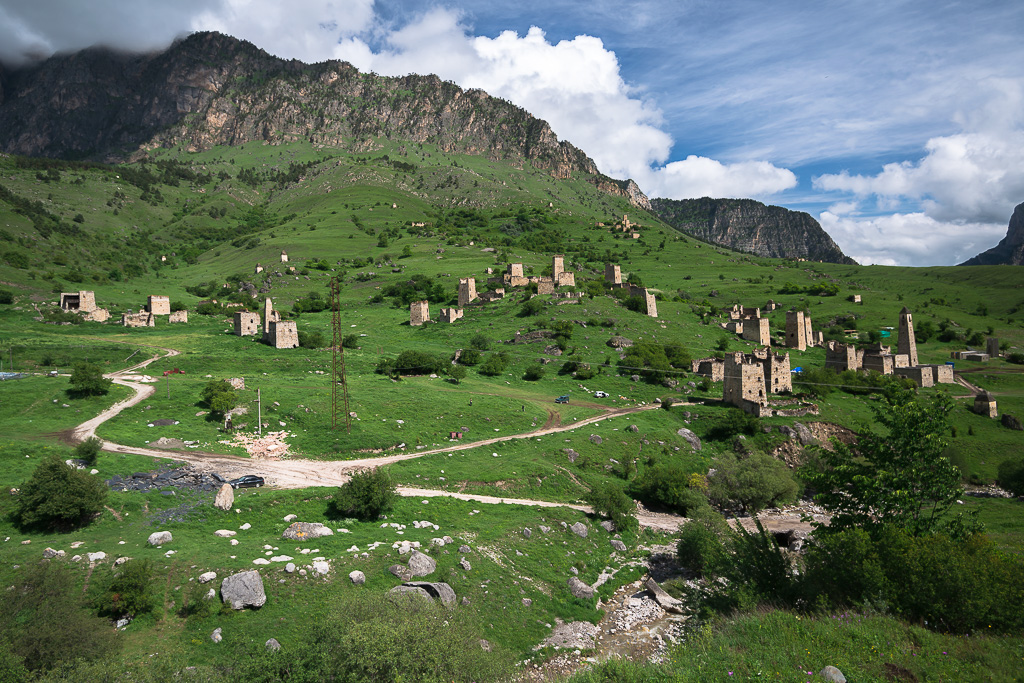
Башенный комплекс
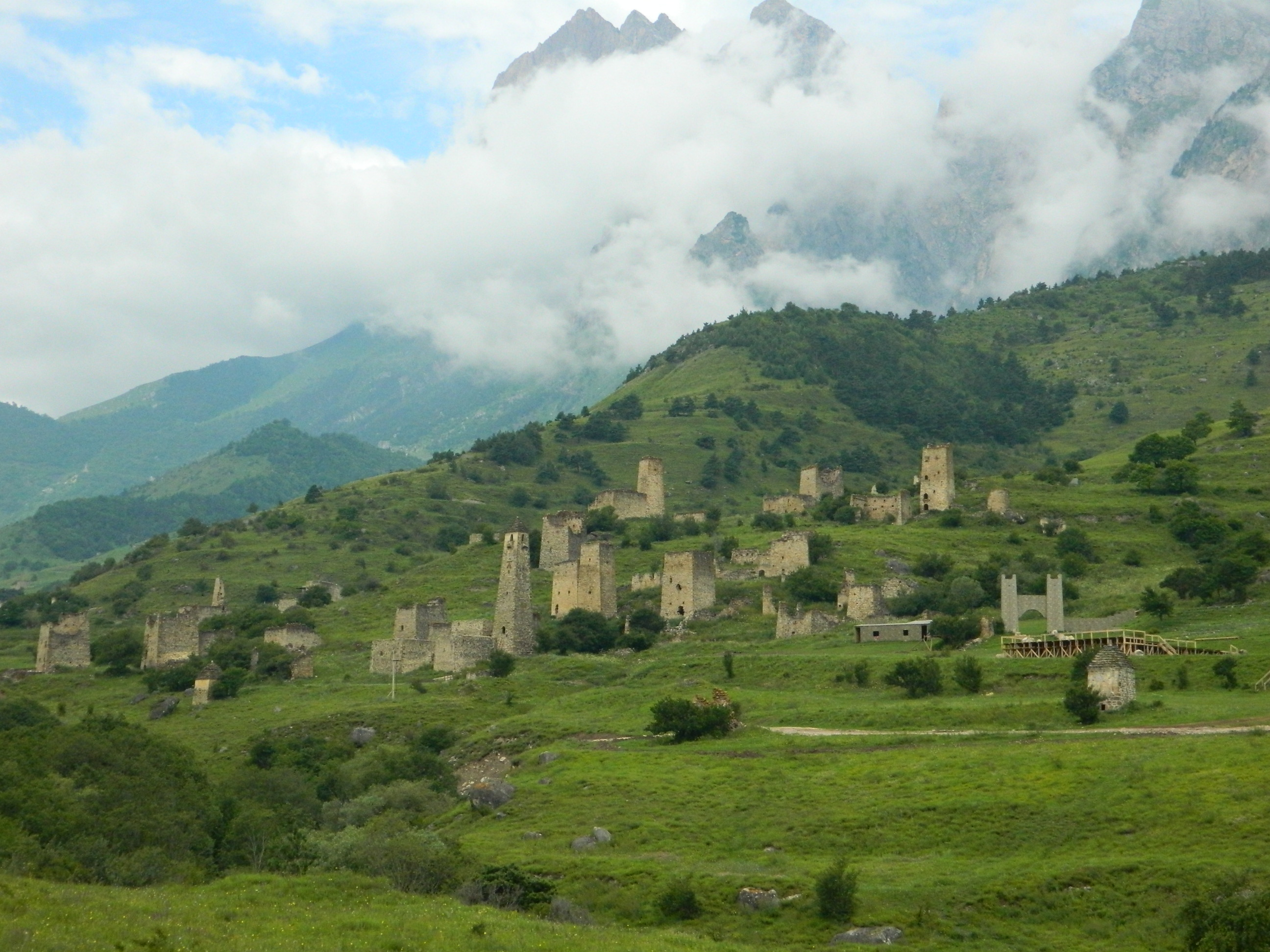
Башенный комплекс
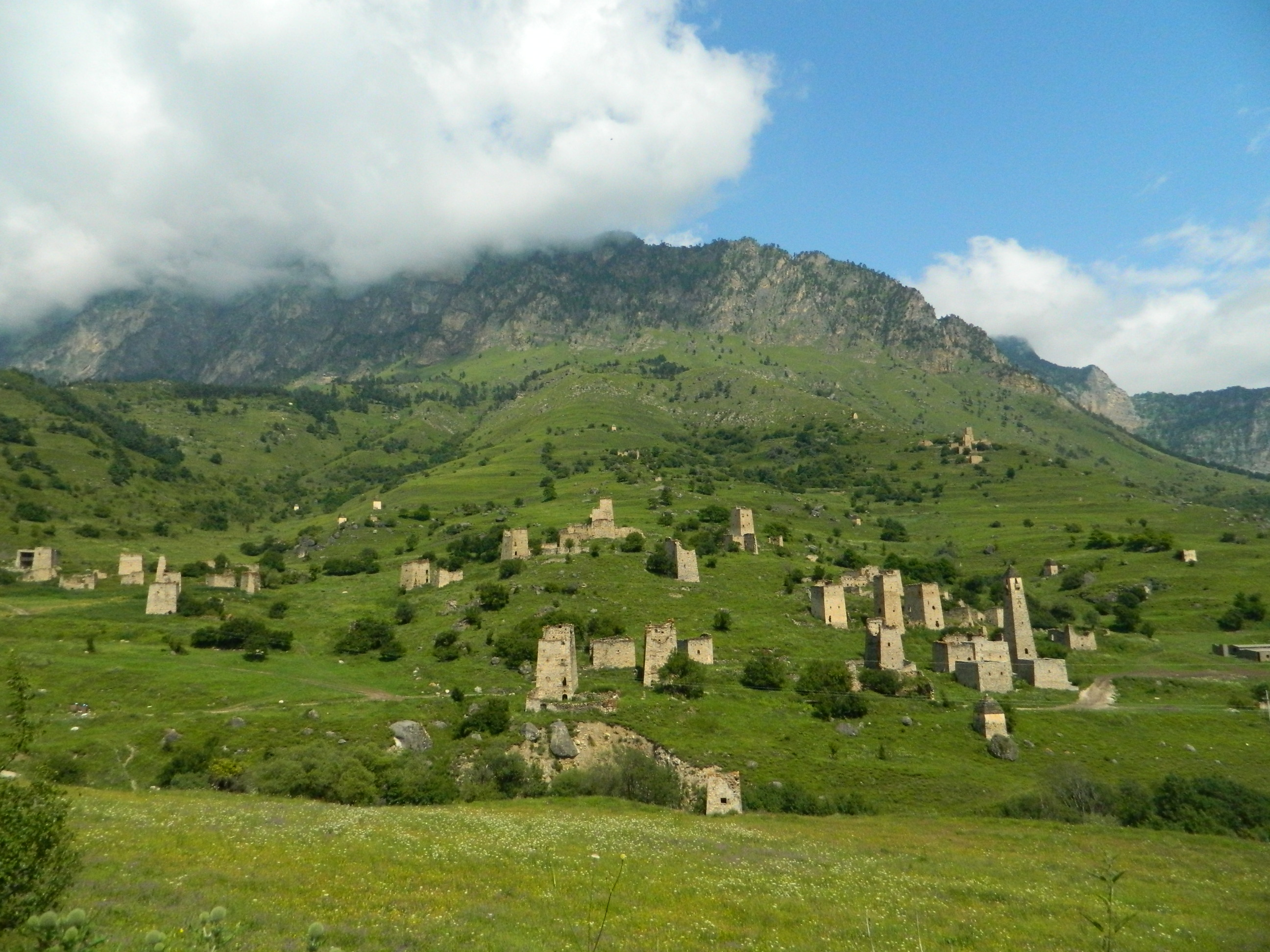
Башенный комплекс